# Lingua bretone
Il bretone (nome nativo brezhoneg, pronunciato: [breˈzõːnɛk] o [bʁeˈzõːnək], ) è una lingua brittonica parlata da circa 207.000 persone nella regione della Bretagna. I suoi locutori sono definiti bretoni o brettoni.
Essa appartiene al gruppo delle lingue celtiche brittoniche e legata alla lingua cornica e gallese, lingue parlate nel Regno Unito.
Secondo un sondaggio realizzato dal giornalista bretone Fañch Broudig, il bretone annovera 172.000 locutori attivi all'interno dei cinque dipartimenti della Bretagna storica, i quali costituiscono il 5% della popolazione bretone (l'autore precisa come solamente 35.000 persone parlino il bretone quotidianamente).
Dopo un calo dagli oltre 1 milione di parlanti verso il 1950 ai circa 200.000 nel primo decennio del XXI secolo, il bretone è stato classificato come "seriamente a rischio"  dall'UNESCO nell'Atlante delle lingue del mondo in pericolo. Tuttavia, il numero di bambini educati in classi bilingui è aumentato del 48% tra il 2005 e il 2013, passando da 10.397 (l'1,24% di tutti gli alunni della Bretagna) a 15.338 (l'1,70%).
La lingua bretone risulta essere maggiormente parlata nell'Ovest della penisola bretone e in un'area compresa tra Plouha (a nord) e Muzillac (a sud) intorno all'anno 1886. Si desume, inoltre, che il bretone costituisse la lingua tradizionale dell'area situata a venti chilometri da Rennes, nel X secolo. Questa regione, situata nel sud della penisola, è definita Bassa Bretagna. Questa distinzione, tende però a perdersi intorno agli anni cinquanta del XX secolo.
Le scuole associative Diwan, che forniscono corsi di bretone, hanno favorito una maggiore diffusione della lingua insieme all'operato di associazioni quali Stourm ar Brezhoneg, le quali hanno permesso la presenza del bilinguismo dei toponimi in Bretagna e nella Loira Atlantica.
La lingua risulta essere controllata e diffusa de facto dall'Ufficio pubblico della lingua bretone che la promuove tramite campagne come Ya d'ar brezhoneg (Sì alla lingua bretone).

## Storia
Il bretone è una lingua celtica brittonica, la quale presenta similitudini con il gallese e la lingua cornica. La sua diffusione in Bretagna si ha a partire dalla storia antica e una maggiore diffusione è constatata attorno al V secolo, in seguito alle migrazioni di popolazioni bretoni verso la penisola armoricana.
Il bretone risulta essere distinto secondo le tre epoche storiche:
- Il bretone antico, dal V al IX secolo
- Il bretone medio, dal XII al XVI secolo
- Il bretone moderno, dal XVII secolo alla contemporaneità[9]

La lingua è maggiormente parlata nel sud della penisola bretone, in un'area che si estende da Saint-Brieuc a Guérande.

### Antichità

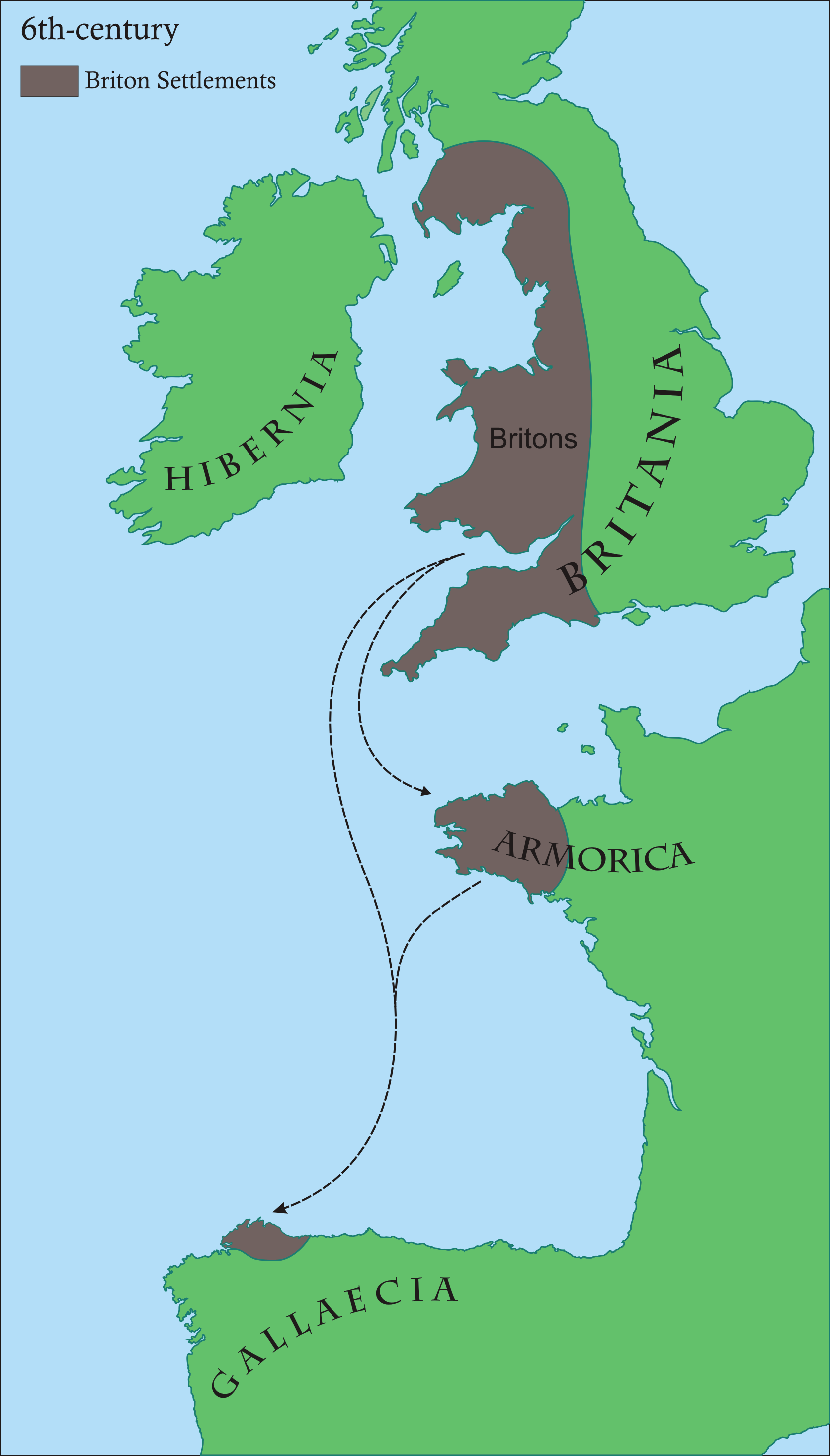
La comunità di lingua bretone nel VI secolo.

Durante il periodo imperiale romano, il brittonico, da cui deriverà il bretone, era parlato nella provincia romana di Bretagna, a sud dei monti Pennini fino al corso del Clyde (fiume di Glasgow). In questa regione, il latino non aveva infatti sostituito la lingua vernacolare.
In questa fase del bretone, scrivono poeti quali Aneirin e Taliesin nei regni britannici situati a sud della Scozia attuale. Nel XIX secolo, in Francia, si definisce questa lingua brittonica, al fine di distinguerla con il bretone armoricano.
In seguito al declino dell'Impero Romano d'Occidente, alcune comunità romano-bretoni emigrarono verso la penisola Armoricana fino a giungere alla Bretagna insulare, l'attuale Gran Bretagna, soprattutto nelle zone del Devon e della Cornovaglia.
Alcuni storici, come Léon Fleuriot, nella sua opera Le origini della Bretagna: l'emigrazione (1980), basandosi sugli scritti di Cesare e di Tacito, sostiene la similitudine alla lingua gallese. Egli sostiene inoltre che ciò spiegherebbe il motivo per cui il dialetto della zona di Vannes si differenzi dal bretone parlato in altre zone della penisola, in quanto presenta l'accento sulle ultime sillabe, anziché sulla penultima.
Pierre Le Roux, tramite la sua opera Atlas linguistique de basse-Bretagne, illustra le principali differenze tra le lingue brittoniche:
- Il bretone parlato in Cornovaglia, Léon e Trégor, come il gallese sono accentati sulla penultima sillaba
- L'irlandese arcaico, è accentato sulla prima sillaba
- Il gallese, è accentato sulla terzultima sillaba, l'iniziale o la finale

#### Veneti
I Veneti del Morbihan costituiscono un popolo gallo che, durante il I secolo a.C., si stanziarono nell'attuale dipartimento del Morbihan e diedero il proprio nome ad alcuni villaggi quali l'attuale Vannes (Gwened in bretone).
Di Vannes, Cesare scrive nel De bello gallico:
(Giulio Cesare: de bello Gallico, III, 8)
Inoltre, la palatalizzazione di /k/ e /g/ è un fenomeno frequente del basso-latino del II e III secolo, fatto che conferma la vicinanza dei dialetti di Vannes e della Cornovaglia al latino degli oppressori. Questi dialetti si differenziavano, comunque, per il fatto che l'accento era di gusto tipicamente celtico; l'accentazione latina era, invece, pressoché parossitona.

### Età Medioevale

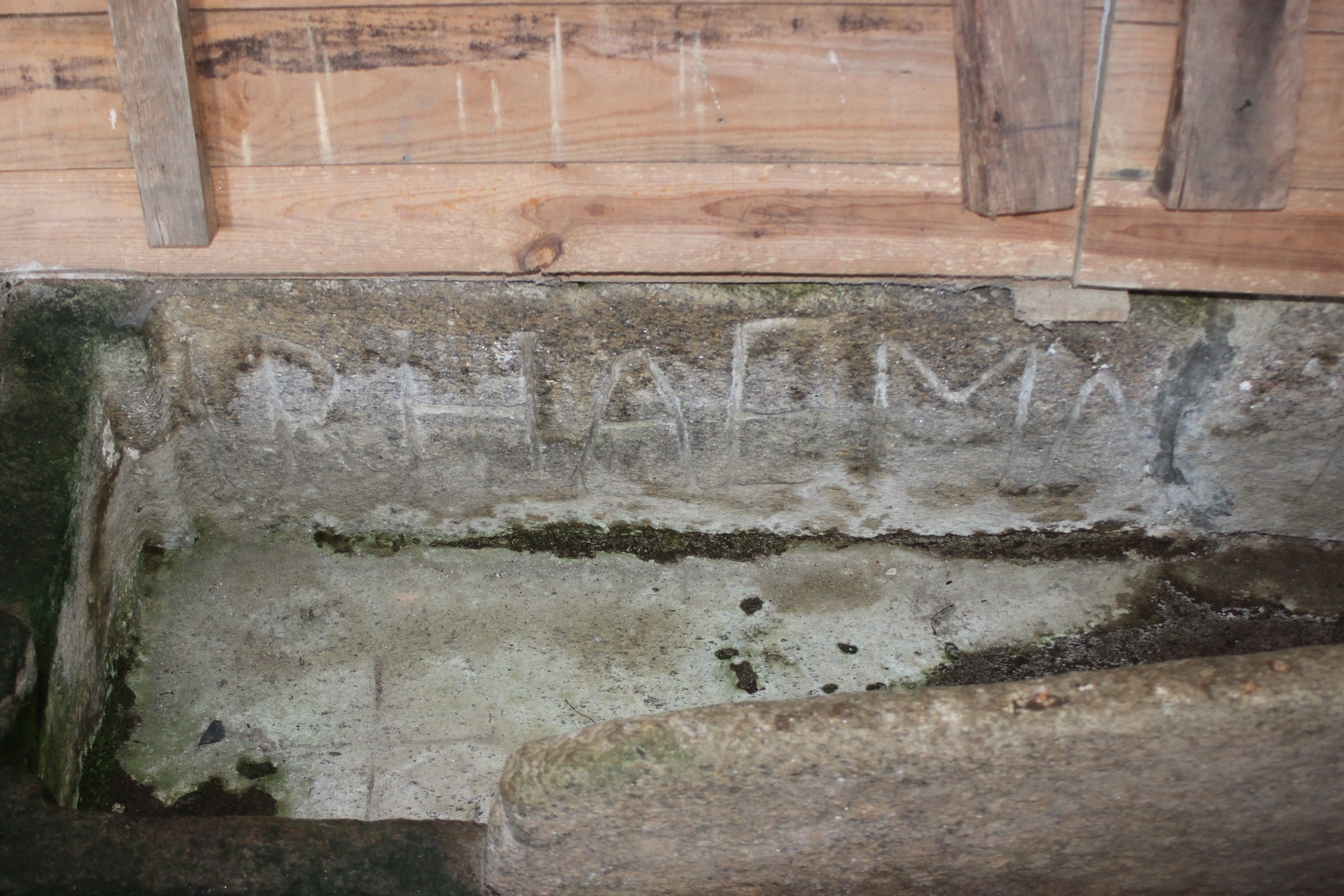
Iscrizione "IRHA EMA *IN RI"
"Ici est enterré le roi"
"Qui è seppellito il re"
iscrizione del VI secolo situata nella cappella di Saint-André-de Lomarec a Crach

Successivamente alla battaglia di Jengland, avvenuta nel 851, ha ricevuto la concessione della Marca di Bretagna, la quale comprendeva le città di Nantes e Rennes.
Questi villaggi di origine romana, hanno contribuito a una progressiva scomparsa del bretone all'interno dell'élite della società: durante il Medioevo, il francese tende a sostituire il bretone. L'ultimo duca a parlare bretone è stato Alano IV di Bretagna.
In quest'epoca, comunque, il bretone si consolida come lingua regionale della Bretagna armoricana.
Il fenomeno è stato studiato da Léon Fleuriot nella sua grammatica e nel suo dizionario del bretone antico. Egli sostiene, infatti, che si possa distinguere:
- Bretone antico, dal VII all'XI secolo;
- Bretone medio, dalla fine dell'XI secolo alla fine del XVI secolo.

La fase moderna si fa iniziare convenzionalmente verso la metà del XVII secolo, in coincidenza con l'assolutismo monarchico di Luigi XIV e con l'unificazione linguistica della Francia.
La letteratura in bretone medio annovera maggiormente opere di carattere teatrale e poetico a tema principalmente religioso.
Per il lessico utilizzato in quest'epoca si fa riferimento alla Materia bretone e al Lai bretone di Maria di Francia.

## Distribuzione geografica
Tra le lingue celtiche moderne il bretone è l'unica parlata nell'Europa continentale. Nel 2007 contava 206.000 locutori.
È la lingua della regione storica della Bretagna, che è più ampia dell'omonima regione amministrativa, perché comprende anche il dipartimento della Loira Atlantica che amministrativamente appartiene alla regione dei Paesi della Loira.
La Bretagna è composta storicamente da due aree linguistiche:
- la Bretagna inferiore (Basse-Bretagne o Breizh Izel) all'ovest (Finistère, Morbihan e parte della Côtes-d'Armor) dove si parla la lingua di origine bretone (apparentata al gallese e al cornico) nota con il termine "bretone";
- la Bretagna superiore (Haute-Bretagne o Breizh Uhel) all'est (Ille-et-Vilaine e Loira Atlantica) dove si parlano dei dialetti neolatini noti con il termine di "gallo".

Il gallo ed il bretone si sono molto influenzati l'uno con l'altro nel corso dei secoli.

## Classificazione

Lo Spilhennig, logo di riconoscimento dei parlanti bretoni

Secondo Ethnologue, la classificazione della lingua bretone è la seguente:
- Lingue indoeuropee
  - Lingue celtiche
    - Lingue celtiche insulari
      - Lingue brittoniche
        - Lingua bretone

## Storia
La storia della lingua bretone si divide in cinque (per alcuni studiosi solo quattro) periodi:
- bretone primitivo: VI secolo;
- bretone antico: VII-XI secolo (o VI-XI secolo);
- bretone medio: XII-fine del XVII secolo;
- bretone premoderno: fine del XVII-fine del XIX secolo;
- bretone moderno: dalla fine del XIX secolo a oggi.

Il dizionario trilingue (bretone, francese e latino) Catholicon di Jehan Lagadeuc, redatto nel 1464 e stampato la prima volta nel 1499, è il primo dizionario conosciuto della lingua bretone (ma anche della lingua francese).
Come molte lingue regionali in Francia, il bretone è quasi scomparso a vantaggio del francese, soprattutto dalla fine del XIX secolo con la creazione della scuola obbligatoria per tutti i bambini, dove l'insegnamento era esclusivamente in francese.

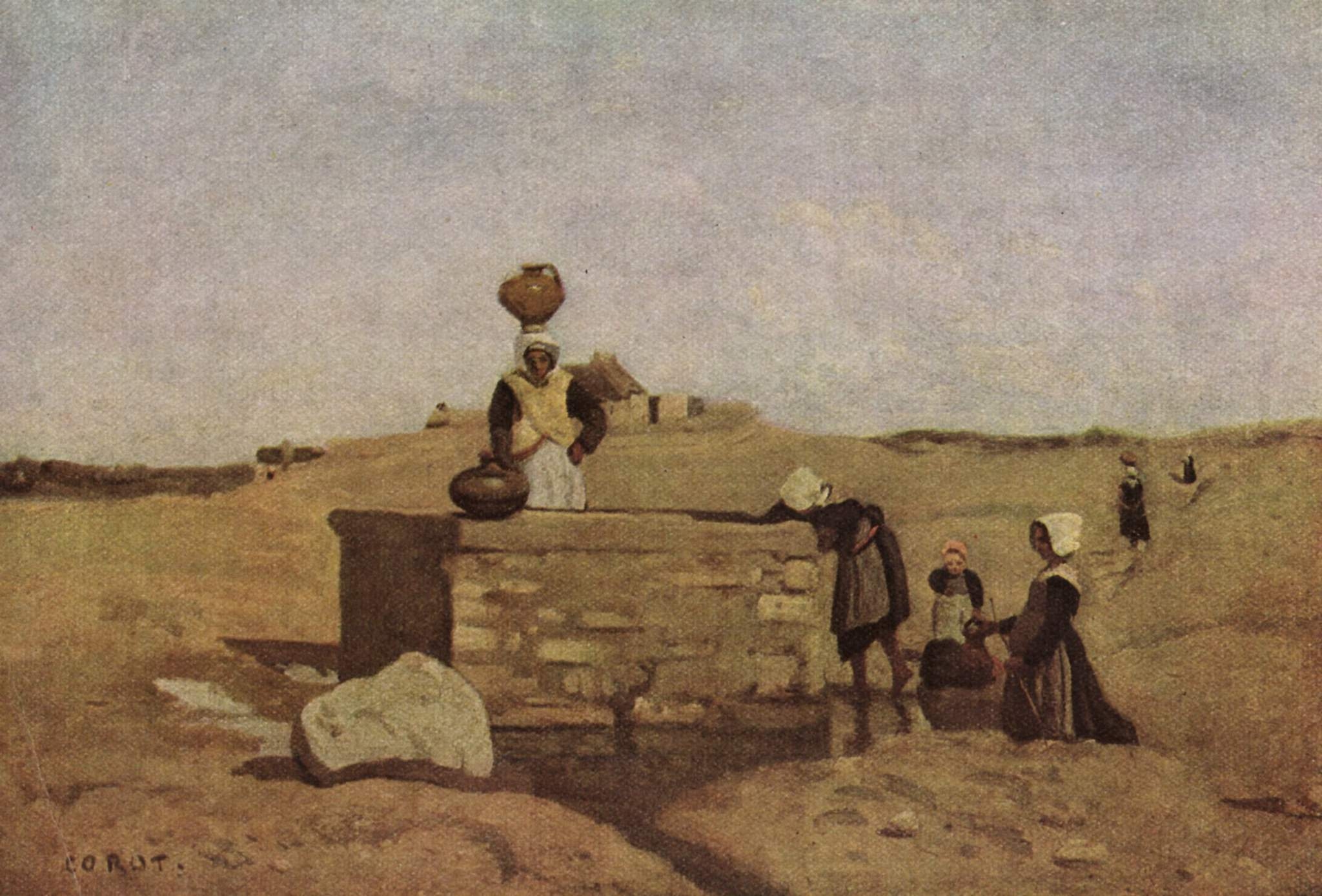
Camille Corot, Donne bretoni alla fonte, 1840

Nell'ultimo conflitto mondiale, il bretone fu usato come linguaggio in codice per comunicazioni radiofoniche (un po' come le lingue navajo o apache furono usati dagli americani). In effetti furono pochissime le persone di questa lingua che passarono nel campo tedesco.
(Joseph Barthélémy, ministro della giustizia della Francia di Vichy nel marzo 1941)
(Georges Pompidou, presidente della Repubblica Francese nel 1972)
Ma il bretone si è "risvegliato" dopo la seconda guerra mondiale con una progressione importante negli anni settanta e i difensori del gallo cominciarono a farsi sentire negli anni novanta.
All'Eurovision Song Contest 1996 la Francia portò una canzone in bretone, Diwanit Bugale, ripetendo l'esperimento 26 anni dopo, con Fulenn.
Nel dicembre 2004, il consiglio regionale della Bretagna ha ufficialmente riconosciuto all'unanimità il gallo ed il bretone come "lingue della Bretagna" al fianco della lingua francese, nell'ambito di un piano a favore del bilinguismo in Bretagna per salvare le lingue regionali. Nel 2004 il fumetto Asterix è stato tradotto in bretone e gallo.
Dal 2006, il gallo è proposto come lingua facoltativa alla maturità. Questa opzione è effettiva solo nei dipartimenti bretoni.

### Parentela con le altre lingue celtiche
Il bretone mostra ancora oggi un'evidente parentela col gallese e più ancora col cornico: tuttavia, se il forte legame con quest'ultimo si vede ancora nel lessico fondamentale, nella grammatica il bretone se ne discosta, per cause che gli studiosi imputano soprattutto al contatto col francese. Ad esempio, l'aver costituito già in fase medio-bretone l'indeterminativo ricavato dal numerale "uno" e forme verbali composte con "essere" e "avere" per esprimere l'aspetto perfettivo, fatti unici nelle lingue celtiche.
Un'altra particolarità del bretone è l'uso dei singolativi, ossia nomi che indicano persone, animali o cose come unità in contrapposizione ai collettivi, che invece designano l'insieme: per esempio, senatore è un singolativo mentre Senato è un collettivo, così come insetto è un singolativo mentre sciame è un collettivo. Il bretone forma il singolativo aggiungendo il suffisso -enn al collettivo: quindi, se blew significa capelli, blewenn significherà capello; gwez ("alberi") diventerà gwezenn ("albero"), merien ("formiche") diventerà merienenn ("formica") e così via.
| Bretone                         | Gallese del nord          | Gaelico irlandese | Gaelico scozzese     | Italiano                |
| ------------------------------- | ------------------------- | ----------------- | -------------------- | ----------------------- |
| ul levr zo ganin                | mae gen i lyfr            | tá leabhar agam   | tha leabhar agam     | Io ho un libro          |
| ur banne zo ganit               | mae gennyt ti ddiod       | tá deoch agat     | tha deoch agad       | Hai da bere             |
| un urzhiataer zo gantañ         | mae ganddo fo gyfrifiadur | tá ríomhaire aige | tha coimpiutair aige | Ha un computer          |
| ur bugel zo ganti               | mae ganddi hi blentyn     | tá páiste aici    | tha pàisde aice      | Lei ha un bambino       |
| ur c'harr zo ganimp (o ganeomp) | mae gennym ni gar         | tá carr againn    | tha càr againn       | Noi abbiamo la macchina |
| un ti zo ganeoc'h               | mae gennych chi dŷ        | tá teach agaibh   | tha taigh agaibh     | Voi avete una casa      |
| arc'hant zo ganto (o gante)     | mae ganddyn nhw arian     | tá airgead acu    | tha airgead aca      | Loro hanno soldi        |

## Sistema di scrittura
Il bretone utilizza l'alfabeto latino.

### Parole d'uso frequente
| Francese | Bretone | Pronuncia   | Cornico | Gallese | Italiano |
| -------- | ------- | ----------- | ------- | ------- | -------- |
| terre    | douar   | ˈduːar      | dor     | daear   | terra    |
| ciel     | oabl    | ˈwɑːpl      | ebron   | wybren  | cielo    |
| eau      | dour    | ˈduːr       | dowr    | dŵr     | acqua    |
| feu      | tan     | ˈtɑ̃ːn       | tan     | tân     | fuoco    |
| homme    | den     | ˈdẽːn       | den     | dyn     | uomo     |
| femme    | maouez  | ˈmɔwəs      | ben(yn) | benyw   | donna    |
| manger   | debriñ  | ˈdeːbrĩ     | dybri   | bwyta   | mangiare |
| boire    | evañ    | ˈeːvɑ̃       | eva     | yfed    | bere     |
| grand    | bras    | brɑːs       | bras    | mawr    | grande   |
| petit    | bihan   | ˈbiːɑ̃n      | byghan  | bychan  | piccolo  |
| nuit     | noz     | ˈnoːs       | nos     | nôs     | notte    |
| jour     | deiz    | ˈdɛjs ~ ˈde | dydh    | dydd    | giorno   |

## Esempi

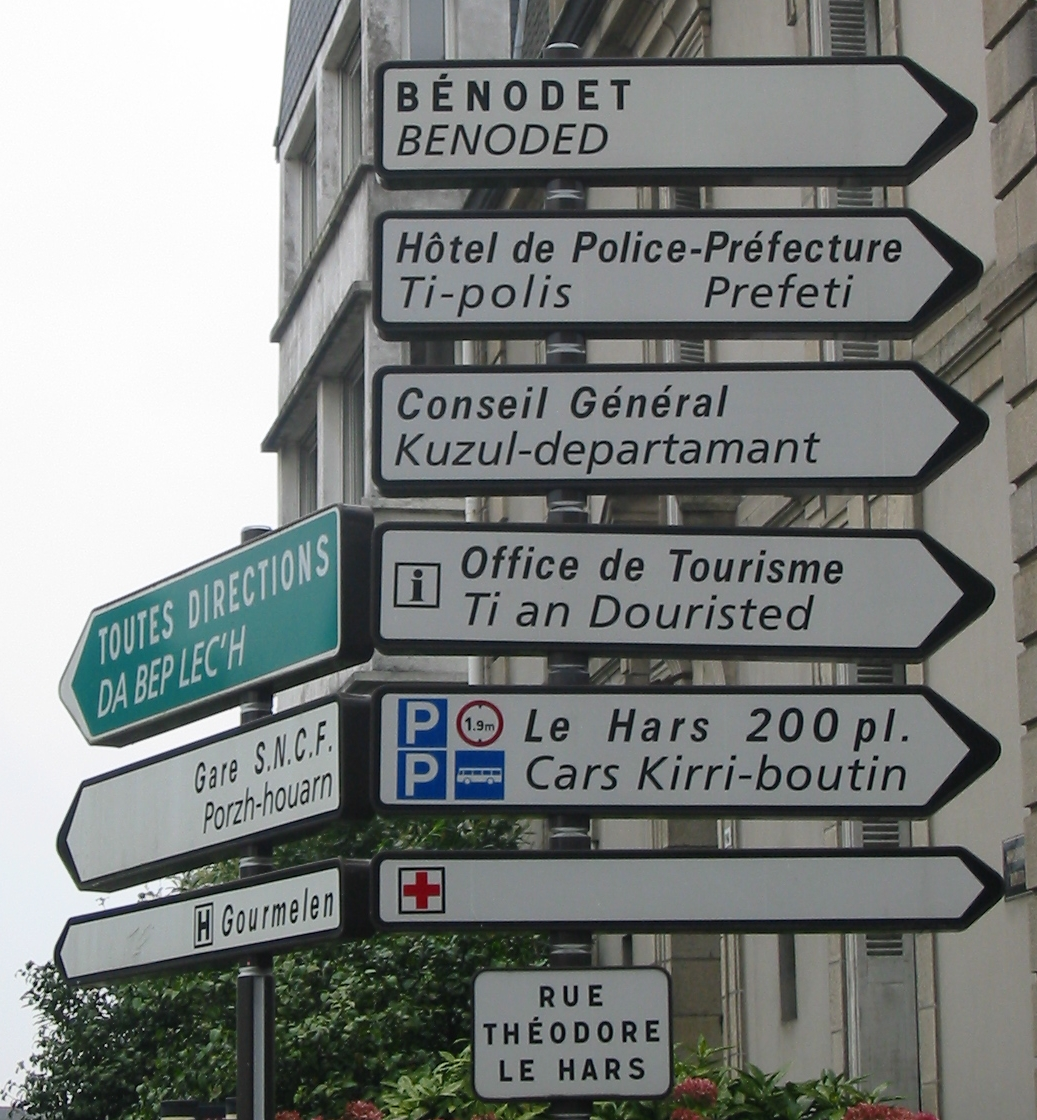
Segnaletica bilingue a Quimper/Kemper. Da notare l'uso della parola ti che in bretone significa "casa" e viene usata in senso figurato sia per stazione di polizia che per ufficio turistico, con la variante da bep lec'h che significa tutte le direzioni.

| Bretone | Italiano                                                                       |
| --- | ------------------------------------------------------------------------------ |
| degemer mat | benvenuti                                                                      |
| deuet mat oc'h | sei benvenuto                                                                  |
| Breizh | Bretagna                                                                       |
| brezhoneg | Bretone (lingua)                                                               |
| ti, "ty" | casa                                                                           |
| ti-kêr | municipio                                                                      |
| kreiz-kêr | centro della città                                                             |
| da bep lec'h | tutte le direzioni                                                             |
| skol | scuola                                                                         |
| skol-veur | università                                                                     |
| bagad | banda di cornamuse (solo nel Bretone moderno)                                  |
| fest-noz | lett. "festa di sera" anche fest deiz "festa di giorno"                        |
| kenavo | arrivederci                                                                    |
| krampouezh | crêpe (una crêpe = ur grampouezhenn)                                           |
| chistr | sidro di mele                                                                  |
| chouchen | idromele                                                                       |
| war vor atao | sempre verso il mare                                                           |
| Kembre | Galles                                                                         |
| Bro Saoz | Inghilterra (litt. paese dei Sassoni)                                          |
| Bro C'hall | Francia (litt. paesi dei Galli)                                                |
| Iwerzhon | Irlanda                                                                        |
| Unan, daou/div, tri/teir, pevar/peder, pemp, c'hwec'h, seizh, eizh, nav, dek                                            | 1, 2, 3, 4, 5, 6, 7, 8, 9, 10                                                  |
| Unnek, daouzek, trizek, pevarzek, pemzek, c'hwezek, seitek, triwec'h/eitek, naontek, ugent                              | 11, 12, 13, 14, 15, 16, 17, 18 (3×6), 19, 20                                   |
| Tregont, daou-ugent, hanter-kant, tri-ugent, dek ha tri-ugent, pevar-ugent, dek ha pevar-ugent, triwec'h ha pevar-ugent | 30, 40 (2×20), 50, 60 (3×20), 70 (10+60), 80 (4×20), 90 (10+80), 98 (3×6+4×20) |

### Corsi di lingua
- Divi Kervella, Le breton, Chennevières-sur-Marne, Assimil, 2005, ISBN 2-7005-0328-7
- Yann-Bêr Kemener, Brezhoneg prim ha dillo, Morlaix, Skol Vreizh, 2005, ISBN 2-915623-13-9
- Yann-Bêr Kemener, Brezhoneg pell ha fonnus, Morlaix, Skol Vreizh, 2011, ISBN 978-2-915623-82-6
- (EN)  Ian Press, Herve ar Bihan, Colloquial Breton, London, Routledge, 2004, ISBN 0-415-22451-9

### Grammatiche
- Eugène Chalm, La grammaire bretonne pour tous, Lannuon, an Alarc'h, 2018 [2008], ISBN 978-2-916835-07-5
- (EN)  Ian Press, Standard Breton, München, Lincom, 2004, ISBN 3-89586-834-5
- Francis Favereau, Grammaire du breton contemporain, Morlaix, Skol Vreizh, 1997, ISBN 2-911447-12-3
- (EN)  Ian Press, A Grammar of Modern Breton, Berlin, Mouton de Gruyter, 1986, ISBN 3-11-010579-9

#### Varietà locali
- Loig Cheveau, Nouvelle grammaire bretonne du dialecte de Vannes, Ploudalmézeau, Label LN, 2017, ISBN 978-2-915915-44-0
- (EN)  Iwan Wmffre, Central Breton, München, Lincom, 1999 [1998], ISBN 3-89586-121-9